# Nefiti
Secondo la tradizione mormone, i Nefiti erano un popolo del Centro America le cui vicende sono narrate nel Libro di Mormon, di cui de facto sono i protagonisti. La tradizione li indica come i discendenti di Nefi, un profeta  figlio di Lehi che aveva lasciato Gerusalemme nel 590 a.C. circa. 
Nel Libro di Mormon ci sono quattro profeti di nome Nefi.
Nel Libro di Alma si racconta della lotta fra i Nefiti e Lamaniti, i discendenti degli Zoramiti  a cui si unirono anche una piccola parte dei Nefiti.
La storicità dei Nefiti, tuttavia, non è accolta né dagli archeologi, né dagli storici.
La loro esistenza è esclusivamente materia di fede, non essendoci alcuna fonte antica a testimoniarne l'esistenza (archeologica o letteraria).
La Foundation for Ancient Research and Mormon Studies (FARMS), sezione archeologica della Brigham Young University, ha svolto ampie ricerche nell'area e le pubblicazioni sull'argomento vengono pubblicate regolarmente. Queste ricerche sono però contestate da molti ricercatori, tra cui Michael Coe, uno studioso di storia mesoamericana precolombiana, e il rinomato istituto di ricerca Smithsonian Institution.
Nel 1973, Coe, affrontò tale problema in un suo articolo del Dialogue: A Journal of Mormon Thought (Dialogo: Un giornale del Pensiero mormone), affermando:
"Gli archeologi di fede mormone nel corso degli anni hanno accettato quasi all'unanimità il Libro di Mormon come un accurato resoconto della storia dei popoli pre-colombiani. Tuttavia, consentitemi ora di affermare che, per quanto io ne sappia, non esiste alcun archeologo professionalmente qualificato, di fede non-mormone, che veda alcuna giustificazione scientifica per ritenere che i fatti narrati nel Libro di Mormon siano veri, e vorrei affermare che ci sono anche parecchi archeologi mormoni che si uniscono a questo gruppo.
Tra tutti gli scavi archeologici fatti sul suolo americano, dalla scoperta di Colombo ad oggi, non ne esiste neanche uno che possa suggerire ad un osservatore spassionato che il Libro di Mormon, come propagandato da Joseph Smith, possa essere un documento storico riguardante i primi abitanti del continente americano."
Nel 1996, la Smithsonian Institution ha rilasciato una dichiarazione che affronta le affermazioni fatte nel Libro di Mormon, affermando che il testo sia principalmente un testo religioso e che gli archeologi affiliati all'Istituzione non abbiano trovato "alcun collegamento diretto tra l'archeologia americana e il soggetto materia del libro." La dichiarazione afferma inoltre che ci sono prove genetiche che gli indiani nativi americani siano strettamente imparentati con i popoli dell'Asia e che le prove archeologiche indicano che i nativi americani migrarono dall'Asia su un ponte di terra sullo stretto di Bering in epoca preistorica. La dichiarazione affermava inoltre che non ci fossero prove credibili di contatti tra i popoli dell'antico Egitto o degli ebrei con il continente americano, come invece afferma il Libro di Mormon. L'istituto rilasciò tale dichiarazione in risposta a delle segnalazioni ricevute, secondo le quali il nome della Smithsonian Institutition era stato usato impropriamente per dare credibilità alle affermazioni di coloro che cercavano di sostenere gli eventi del Libro di Mormon.